# Bărbat
Bărbat war der Legende nach vierter Fürst der Walachei (1278/80).

## Leben
Er war ein Sohn von Seneslau, dem Fürsten der Walachei unter ungarischer Oberherrschaft und jüngerer Bruder von Litovoj, dessen Nachfolger.
Um 1277/80 fiel Litovoj in der Schlacht gegen die Ungarn. Bărbat wurde gefangen genommen. Er akzeptierte die Oberherrschaft des ungarischen Königs Ladislaus IV. und kehrte als Fürst in die Walachei zurück.
Weitere Informationen über seine Person sind nicht überliefert.